# Городское поселение Софрино
Городско́е поселе́ние Со́фрино — упразднённое муниципальное образование (городское поселение) в Пушкинском муниципальном районе Московской области России.
Крупнейший населённый пункт, в котором располагалась администрация поселения — рабочий посёлок Софрино. Площадь территории — 98,91 км².

## История
Образовано в ходе муниципальной реформы, в соответствии с Законом Московской области от 08.02.2005 года № 37/2005-ОЗ «О статусе и границах Пушкинского муниципального района и вновь образованных в его составе муниципальных образований».
6 мая 2019 года все городские и сельские поселения Пушкинского муниципального района упразднены и объединены в новое единое муниципальное образование — Пушкинский городской округ.
Глава городского поселения — Ивлиева Лариса Анатольевна

## Население
| 2006    | 2007    | 2008    | 2009    | 2010    | 2011    | 2012    |
| ------- | ------- | ------- | ------- | ------- | ------- | ------- |
| 16 400  | ↘16 048 | ↘15 940 | ↘15 918 | ↗17 595 | ↘17 475 | →17 475 |
| 2013    | 2014    | 2015    | 2016    | 2017    | 2018    | 2019    |
| ↘17 254 | ↘16 949 | ↗17 014 | ↘16 715 | ↘16 570 | ↘16 258 | ↘16 163 |

## Состав городского поселения
В состав городского поселения входят 14 населённых пунктов: 1 рабочий посёлок, 1 село и 12 деревень.
| №  | Населённый пункт | Тип населённого пункта                  | Население |
| -- | ---------------- | --------------------------------------- | --------- |
| 1  | Балабаново       | деревня                                 | ↗6        |
| 2  | Бортнево         | деревня                                 | ↗26       |
| 3  | Васюково         | деревня                                 | ↗12       |
| 4  | Григорково       | деревня                                 | ↘18       |
| 5  | Митрополье       | деревня                                 | ↗376      |
| 6  | Могильцы         | деревня                                 | ↗198      |
| 7  | Никольское       | деревня                                 | ↗21       |
| 8  | Нововоронино     | деревня                                 | ↗741      |
| 9  | Софрино          | рабочий посёлок, административный центр | →15 001   |
| 10 | Софрино          | село                                    | ↗56       |
| 11 | Талицы           | деревня                                 | ↗307      |
| 12 | Хлопенево        | деревня                                 | ↘0        |
| 13 | Цернское         | деревня                                 | ↗53       |
| 14 | Щеглово          | деревня                                 | ↗10       |